# هوارد ألدن
هوارد ألدن (بالإنجليزية: Howard Alden)‏ هو عازف قيثارة جاز أمريكي، ولد في 17 أكتوبر 1958 في شاطئ نيوبورت في الولايات المتحدة.

## وصلات خارجية
- هوارد ألدن على موقع IMDb (الإنجليزية)
- هوارد ألدن على موقع ميوزك برينز (الإنجليزية)
- هوارد ألدن على موقع أول ميوزيك (الإنجليزية)
- هوارد ألدن على موقع ديسكوغز (الإنجليزية)
- هوارد ألدن على موقع قاعدة بيانات الفيلم (الإنجليزية)